# Dom pełen miłości
Dom pełen miłości (kor. 가족X멜로) – południowokoreański serial telewizyjny z udziałem Ji Jin-hee, Kim Ji-soo, Son Na-eun i Choi Min-ho. Premiera odbyła się na JTBC 10 sierpnia 2024 roku, a odcinki są emitowane w każdą sobotę i niedzielę o godzinie 22:30 (KST).

## Fabuła
Serial opowiada historię Byeon Moo-jina, który zbankrutował kilkanaście lat temu i rozwiódł się, a po 14 latach pojawia się przed swoją córką Byeon Mi-rae i żoną Geum Ae-yeon jako multimiliarder.

## Obsada
- Ji Jin-hee jako Byeon Moo-jin[1]
- Kim Ji-soo jako Geum Ae-yeon[1]
- Son Na-eun jako Byeon Mi-rae[2]
- Choi Min-ho jako Nam Tae-pyeong[2]
- Yoon San-ha jako Byeon Hyun-jae[3]

## Produkcja

### Rozwój projektu
16 czerwca 2023 roku Xports News poinformowało, że serial zawiera melodramatyczne elementy połączone z tajemniczymi wątkami. Scenariusz napisał Kim Young-yoon, autor My Secret Romance, a reżyserią zajęła się Kim Da-ye. Serial ma liczyć 12 odcinków.

### Casting
16 czerwca 2023 roku poinformowano, że Ji Jin-hee, Kim Ji-soo, Son Na-eun i Choi Min-ho rozważają wspólny udział w serialu. W kolejnym miesiącu, w 2024 roku, Ji, Kim, Son i Choi potwierdzili swój udział w serialu.

## Premiera
Serial miał swoją premierę na JTBC 10 sierpnia 2024 roku i jest emitowany w każdą sobotę i niedzielę o godzinie 22:30 (KST).

## Oglądalność
Źródło: Pomiar oglądalności przeprowadzony w całym kraju przez Nielsen Korea.
| Sezon | Numer odcinka | Numer odcinka | Numer odcinka | Numer odcinka | Numer odcinka | Numer odcinka | Numer odcinka | Numer odcinka | Numer odcinka | Numer odcinka | Numer odcinka | Numer odcinka | Średnia |
| Sezon | 1             | 2             | 3             | 4             | 5             | 6             | 7             | 8             | 9             | 10            | 11            | 12            | Średnia |
| ----- | ------------- | ------------- | ------------- | ------------- | ------------- | ------------- | ------------- | ------------- | ------------- | ------------- | ------------- | ------------- | ------- |
| 1     | 1049          | 1210          | 952           | 1250          | 763           | 1246          | 763           | 970           | 663           | 1010          | 694           | 969           | 962     |

| No. | Pierwotna data emisji | Średni udział w widowni (Nielsen Korea) | Średni udział w widowni (Nielsen Korea) |
| No. | Pierwotna data emisji | Nationwide                              | Seul                                    |
| --- | --------------------- | --------------------------------------- | --------------------------------------- |
| 1 | 10 sierpnia 2024      | 4.786%                                  | 4.495%                                  |
| 2 | 11 sierpnia 2024      | 5.176%                                  | 5.013%                                  |
| 3 | 17 sierpnia 2024      | 3.902%                                  | 3.963%                                  |
| 4 | 18 sierpnia 2024      | 5.326%                                  | 5.365%                                  |
| 5 | 24 sierpnia 2024      | 3.181%                                  | 3.072%                                  |
| 6 | 25 sierpnia 2024      | 5.186%                                  | 5.455%                                  |
| 7 | 31 sierpnia 2024      | 3.345%                                  | 3.147%                                  |
| 8 | 1 września 2024       | 4.213%                                  | 4.122%                                  |
| 9 | 7 września 2024       | 2.705%                                  | 2.361%                                  |
| 10 | 8 września 2024       | 4.072%                                  | 3.738%                                  |
| 11 | 14 września 2024      | 3.186%                                  | 3.017%                                  |
| 12 | 15 września 2024      | 4.229%                                  | 4.327%                                  |
| Średnia | Średnia               | 4.109%                                  | 4.006%                                  |
| - W tabeli powyżej, niebieski liczby przedstawiają najniższe oceny, a czerwone liczby przedstawiają najwyższe oceny. - Ten serial był emitowany na kanale kablowym/płatnej telewizji, który zazwyczaj ma relatywnie mniejszą widownię w porównaniu do telewizji naziemnej/publicznych nadawców (KBS, SBS, MBC i EBS). |                       |                                         |                                         |